# Паркер, Горацио
Горацио Уильям Паркер (15 сентября 1863 — 18 декабря 1919) — американский композитор, органист и педагог. Он был центральной фигурой в музыкальной жизни Нью-Хейвена, штат Коннектикут, в конце XIX века. Известен как преподаватель композиции Чарльза Айвза, когда композитор учился в Йельском университете. Был членом «Бостонской шестерки».

## Биография
Он родился в Оберндейле, Массачусетс. Первые уроки музыки преподавала ему его мать. Затем он учился в Бостоне у Джорджа Уайтфилда Чедуика, Стивена А. Эмери и Джона Орта. Он получил свое формальное образование в Мюнхене. Он учился у Йозефа Райнбергера. Среди его сокурсников по Мюнхенской высшей школе музыки и театра были Артур Уайтинг и Генри Холден Хусс. В Мюнхене Паркер написал свои первые знаковые произведения, в том числе симфонию и драматическую кантату.
После возвращения в Соединённые Штаты в 1885 году он в течение двух лет был профессором музыки в Соборной школе Святого Павла в Гарден-Сити, Лонг-Айленд. С 1888 по 1893 год он был органистом в Церкви Троицы в Нью-Йорке, а с 1893 по 1901 год был органистом в Церкви Троицы в Бостоне. В 1893 году Паркер стал профессором теории музыки в Йельском университете. В 1904 году он был назначен деканом музыкальной школы, и эту должность он занимал до конца своей жизни. В мае 1902 года Кембриджский университет присвоил ему почётную степень доктора музыки. В течение 16 сезонов подряд до своей смерти он руководил Хоровым клубом Дерби, организованным Фрэнсис Осборн Келлогг в Дерби, Коннектикут. 30 декабря 1915 года он был избран почётным членом братства Phi Mu Alpha Sinfonia. Паркер умер в Седархерсте, Нью-Йорк.
Он был дядей Паркера Бейли.

## Композиции
Перед отъездом из Нью-Йорка в 1893 году Паркер закончил свою ораторию «Hora Novissima», начатую словами Бернарда Клюнийского «De contemptu mundi». Она широко исполнялась в Америке, а также в Англии, в 1899 году в Честере, и на фестивале Фестиваль «Три хора» в Вустере. Европейские критики называли её одной из лучших американских композиций. Хотя его больше всего помнят за эту единственную работу, он был плодовитым и разносторонним композитором, в преимущественно консервативной германской традиции, написав две оперы, песни, органную и музыкальную музыку, а также большое количество произведений для хора и оркестра. Огромное влияния на его композиции оказало творчество Мендельсона, Брамса, Вагнера, а также Дебюсси и Элгара.
В 1892 году Паркер сочинил гимн «Auburndale» в честь закладки краеугольного камня нового церковного здания епископального прихода, в котором он был крещен. Его отец, Чарльз Эдвард Паркер, был архитектором часовни этого собрания. Знаменитый епископ Филлипс Брукс заложил краеугольный камень. Позднее «Auburndale» был опубликован в сборнике гимнов 1916 года.
Паркер представил свою оперу «Mona» на конкурсе в Метрополитен-опера, выиграв приз за лучшее сочинение в 1911 году. Он выиграл 10 000 долларов, и его опера была исполнена труппой. Премьера «Mona» состоялась 14 марта 1912 года и отыграла четыре спектакля. Главную роль исполнила Луиза Гомер. Он выиграл приз Лос-Анджелеса в размере 10 000 долларов за свою оперу «Fairyland».

## Произведения

### Оратории и кантаты
- King Trojan (1885)
- The Kobolds
- Harold Harfagar (1891)
- Hora Novissima, Op. 30 (1893)
- The Holy Child, Op. 37 (1893)
- The Legend of Saint Christopher, Op.43 (1898)
- A Wanderer’s Psalm, Op. 50 (1900)
- A Star Song, Op. 54, (1902)
- The Shepherds' Vision, Op. 63
- Morven and the Grail, Op. 79, an oratorio written for the centenary celebration of the Handel and Haydn Society (1915)

### Оперы
- Mona, Op. 71 (1912)
- Fairyland, Op. 77 (1915)

### Оркестровые произведения
- Concert Overture in E, Op. 4 (1884)
- Regulus, Overture héroïque, Op. 5 (1884)
- Venetian Overture in B, Op. 12 (1884)
- Scherzo in g, Op. 13 (1884)
- Symphony in C, Op. 7 (1885)
- Count Robert of Paris, Overture, Op. 24b (1890)
- A Northern Ballad, Op. 46 (1899)
- Organ Concerto in E-flat minor, Op. 55 (1902)
- Vathek, Op. 56 (1903)
- Collegiate Overture, Op. 72, with male chorus (1911)
- Fairyland Suite, Op. 77d (1915)

### Оркестровые песни
- Cahal Mor of the Wine-Red Hand, Op. 40 (1893)
- Crepuscule, Op. 64 (1912)
- The Red Cross Spirit Speaks (J. Finley), Op. 83 (1917)
- A. D. 1919, A Commemorative Poem by Brian Hooker Set to Music by Horatio Parker (op.84) [«Published in Memory of the Two Hundred and Twenty-one Yale Men who Gave their Lives in the World War and in Recognition of the Service Rendered to the Allies by the Eight Thousand Yale Men who Responded to the Call to Arms»] — Published by Yale University Press in 1919.

### Орган
- Geschwindmarsch for 2 Organists (1881)
- 4 Compositions, Op. 17 (1890) : 1. Concert Piece No 1 — 2. Impromptu — 3. Romanza — 4. …
- 4 Compositions, Op. 20 (1891) : 1. Melody and Intermezzo — 2. Wedding-Song — 3. … — 4. Fantasie
- 4 Compositions, Op. 28 (1891) : 1. … — 2. Concert Piece No 2 — 3. Pastorella — 4. …
- 5 Sketches, Op. 32 (1893)
- 4 Compositions, Op. 36 (1893) : 1. Canzonetta — 2. … — 3. Fugue — 4. Eglogue
- 3 Compositions (1896)
- Organ Sonata in E flat minor, Op. 65 (1908)
- 4 Compositions, Op. 66 (1910) : 1. Festival Prelude — 2. Revery — 3. Postlude — 4. Scherzino
- 5 Short Pieces, Op. 68 (1908)1. Canon In the Fifth — 2. Slumber-Song — 3. Novelette — 4. Arietta — 5. Risoluto
- Introduction and Fugue in e (1916)

### Камерная музыка
- String Quartet in F, Op, 11 (1885)
- Suite for Piano Trio Op. 35 (1893)
- String Quintet in d, Op. 38 (1894)
- Suite in e, Op. 41 for Violin and Piano (1894)

### Фортепьяно
- Präsentirmarsch for 4 hands
- 5 Morceaux caractéristiques, Op. 9 (1886)
- 4 Sketches, Op. 19 (1890)
- 6 Lyrics, Op. 23 (1891)
- 2 Compositions (1895)
- 3 Morceaux caractéristiques, Op. 49 (1899)